# Hôtel Alfred Sommier
L'hôtel Alfred Sommier est un ancien hôtel particulier parisien du milieu du XIXe siècle, situé au 20 rue de l’Arcade, à proximité de la Place de la Madeleine, dans le 8e arrondissement.

## Origines
À cet emplacement fut édifié à l’origine le « petit » hôtel de Soubise (par opposition à l’hôtel de Soubise dans le Marais, aujourd’hui Archives Nationales) par Pierre Contant d'Ivry pour le maréchal de Soubise. Ce dernier en fit sa deuxième demeure parisienne. Le bâtiment fut mis au goût du jour en 1780 par l'architecte Jacques Cellerier. L’historien Charles Lefeuve écrivait : « L'édifice est princier, malgré le peu d'étendue de ses proportions ; le corps de bâtiment du fond de la cour présente quatre colonnes doriques surmontées d'un frontispice sculpté avec goût et vigueur ». Le maréchal de Soubise y mourut en 1787. Lui succédèrent les familles Castellane puis Lubersac. L’hôtel fut rasé 1825 pour le percement de la rue de Castellane.
Pierre-Alexandre Sommier, raffineur de sucre, acquit la parcelle de l’ancien l’hôtel de Soubise et y fît bâtir deux immeubles, avec hôtel particulier à l’arrière et immeuble de rapport à l’avant, le bâtiment disposant d’une cour intérieure et d’un jardin. Pierre-Alexandre Sommier vécut au 22 rue de l’Arcade et son fils Alfred au 20.
Les travaux de construction ont été conduits par un grand architecte du Second Empire, Joseph-Michel Le Soufaché, sous le contrôle d'Alfred Sommier. Ils commencèrent en 1858 et furent achevés deux ans plus tard. L'édifice est de style haussmannien avec une inspiration du XVIIIe siècle et comporte de nombreux éléments de décoration intérieure.

## La Famille Sommier
Alfred Sommier, raffineur de sucre, à qui son père confia dès l'âge de 18 ans les affaires familiales, vécut au 20 rue de l'Arcade entre 1860 et 1873 d'abord seul, puis avec sa femme Jeanne de Barante, fille du baron Prosper-Claude-Ignace-Constant Brugière de Barante. 
Leur fils Edme Sommier y naquit en 1873. Edme se mariera, en 1902, avec Germaine Casimir-Périer, fille de Jean Casimir-Périer, un des présidents de la IIIe République.
En 1875, Alfred Sommier acquit le château de Vaux-le-Vicomte et y conduisit une restauration exceptionnelle.

## Transformation
Le 20 rue de l'Arcade est toujours la propriété des descendants Sommier. 
En 2018 Richard de Warren de Rosanbo, l'un des descendants d'Alfred Sommier, a transformé la demeure en un hôtel cinq étoiles de 80 chambre dont 16 suites.

## Moyens d'accès
L'hôtel Alfred Sommier est situé dans le quartier de la Madeleine entre l'église de la Madeleine et le boulevard Haussmann. 
Station de métro la plus proche : Madeleine 